# Alosterna pauli
Alosterna pauli es una especie de escarabajo longicornio del género Alosterna, tribu Lepturini, subfamilia Lepturinae. Fue descrita científicamente por Pesarini, Rapuzzi & Sabbadini en 2004.
La especie se mantiene activa durante los meses de mayo y junio.

## Descripción
Mide 7,3-8,7 milímetros de longitud.

## Distribución
Se distribuye por Grecia.